# 萨曼莎·哈米尔
萨曼莎·哈米尔（英語：Samantha Hamill，1991年2月23日—），澳大利亚女子游泳运动员。她曾代表澳大利亚参加2010年英联邦运动会游泳比赛，获得一枚银牌。她也曾参加2008年和2012年夏季奥运会。